# Emil Krafft
Carl August Emil Krafft, auch C. A. Emil Krafft und Emil Krafft oder Emil Kraft (geboren 29. August 1809 angeblich in Berlin; gestorben 19. April 1860 ebenda), war ein preußischer Künstler, Maler und Lithograf.

## Leben und Werk

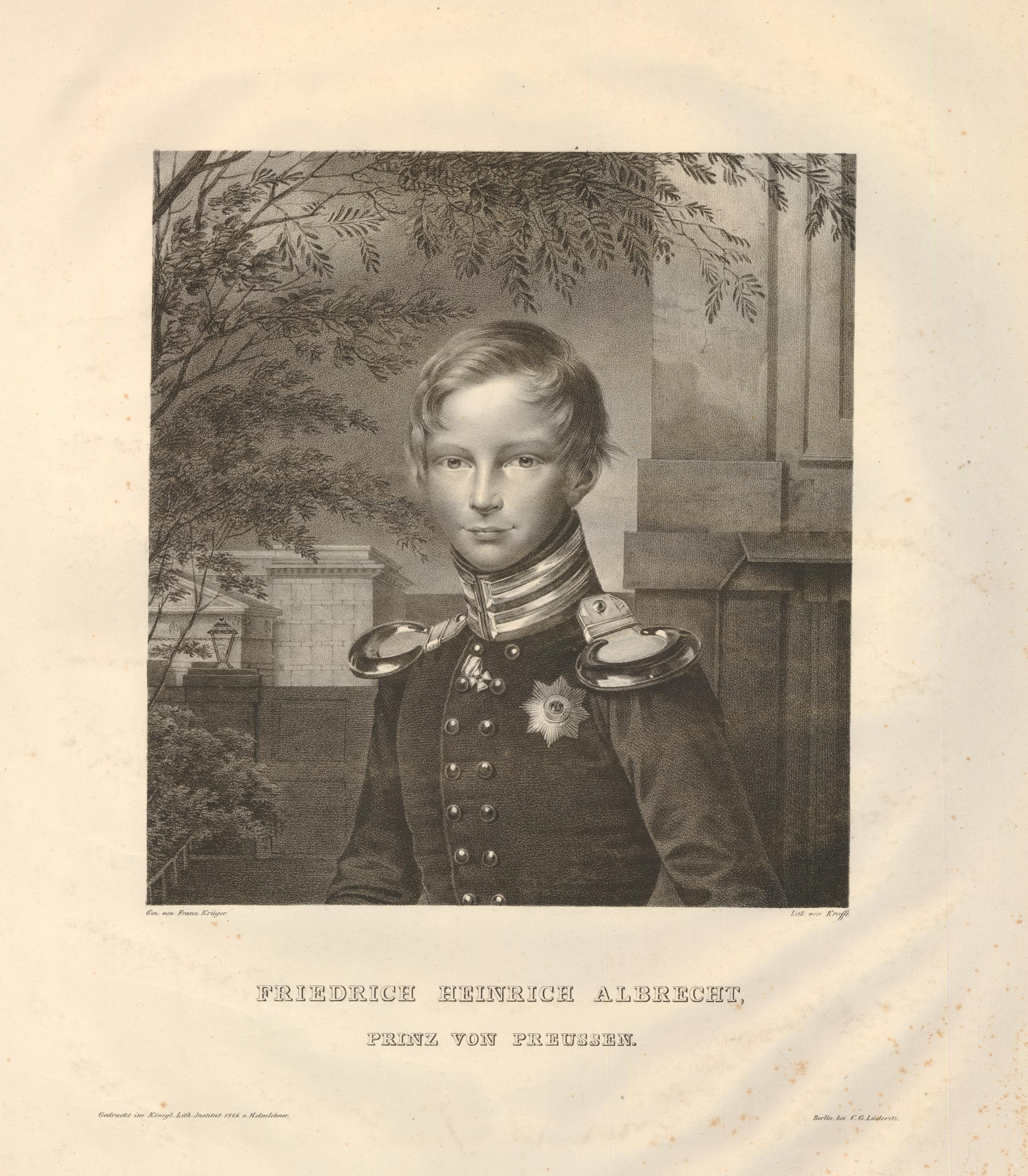
„Friedrich Heinrich Albrecht, Prinz von Preussen“;
Lithografie von Krafft nach Franz Krüger, 1826 gedruckt von Max George Helmlehner im Königl. Lith. Institut; British Museum

Krafft war Sohn eines vor 1834 verstorbenen Seidenhändlers. Er lebte in Berlin, wo er um 1824 das Malen und Lithografieren als Schüler von Friedrich Georg Weitsch erlernte.
Zwischen 1824 und 1840 beschickte er die Kunstausstellungen der Berliner Akademie der Künste mit von ihm geschaffenen Kopien von Werken von Künstlern wie Carlo Dolci, Raffael, Antonio da Correggio und Benvenuto Tisi Garofalo. Zu den Ausstellungen gab er auch zahlreiche selbst angefertigte Porträts sowohl als Ölgemälde oder in Kreide, außerdem Porträtlithografien nach Werken des Malers Franz Krüger wie etwa Prinz Albrecht von Preußen, „Prinzessin Friedrich“ und „Graf v. Modène“. Zudem schuf er Porträts etwa von „Staatsminister v. Rochow“ und dem „Platzmajor v. Gontard“ sowie dem in Sanssouci tätigen Hofgärtner Joachim Heinrich Voß.
In der Deutschen Nationalbibliothek finden sich die beiden 1824 von Anton Graff nach Kraffts Vorlagen geschaffenen, im Königlich Lithographischen Institut in Berlin lithografierten und im Berliner Verlag C. G. Lüderitz verlegten Grafiken mit den Porträts des Johann Jacob Bodmer und des Salomon Gessner.
Am 1. November 1834 heiratete Krafft in der Berliner Kirche St. Petri die „Joh. Louise Adelheid Bickling“.
Nach Heinrich Krigar lithografierte Krafft das Blatt Die Wahrsagerin. Zudem fand Kraffts Blatt Venedig wie es war Verbreitung, das der Künstler nach einem Gemälde aus der in Schloss Weyhern zusammengetragenen Sammlung des Barons Alfred von Lotzbeck schuf für das von Friedrich Hohe 1838 herausgegebene Sammelwerk Neue Malerwerke aus München.